# Río Tunuyán (buque)
El Río Tunuyán, brevemente denominado Evita entre 1952 y 1955, fue un buque de pasajeros de la marina mercante argentina, gemelo de los Río Jáchal y Río de la Plata. Estuvo al servicio de la Flota Mercante del Estado y de la Empresa Líneas Marítimas Argentinas.

## Historia
Fue construido entre finales de los años cuarenta y principios de los años cincuenta en el astillero Ansaldo de Italia. Incorporada a la Flota Mercante del Estado (FME), el Río Tunuyán cubrió los viajes a Estados Unidos. En 1952 pasó a denominarse Evita, nombre removido en 1955. Fue transferido a la Empresa Líneas Marítimas Argentinas (ELMA) en 1961, donde fue objeto de reformas para llevar a cabo viajes a Europa y turismo a la Antártida. Tuvo su baja en 1971 y luego fue desguazado.